# Eddie Locke
Eddie Locke (2 agosto 1930 – 7 settembre 2009) è stato un batterista statunitense.

## Discografia

### Da leader
- 1977: Jivin' With the Refugees from Hastings Street (Chiaroscuro Records) with Tommy Flanagan, Major Holley, Oliver Jackson[1]
- 1978: Eddie Locke and Friends (Storyville Records)

### Da sideman
Con Ray Bryant
- Little Susie (Columbia, 1960)

Con Kenny Burrell
- Bluesy Burrell (Moodsville, 1962) – with Coleman Hawkins

Con Roy Eldridge
- Swingin' on the Town (Verve, 1960)
- Happy Time (Pablo, 1975)
- What It's All About (Pablo, 1976)

Con Sir Roland Hanna
- Dream (Venus 2001)

Con Coleman Hawkins
- Good Old Broadway (Moodsville, 1962)
- The Jazz Version of No Strings (Moodsville, 1962)
- Hawkins! Eldridge! Hodges! Alive! At the Village Gate! (Verve, 1962) con Roy Eldridge & Johnny Hodges
- Hawkins! Alive! At the Village Gate (Verve, 1962)
- Coleman Hawkins Plays Make Someone Happy from Do Re Mi (Moodsville, 1962)
- Desafinado (Impulse!, 1962)
- Today and Now (Impulse!, 1962)
- Wrapped Tight (Impulse!, 1965)
- Sirius (Pablo, 1966 [1974])

Con Lee Konitz
- Chicago 'n All That Jazz (Groove Merchant, 1975)